# Hy Lạp cổ đại

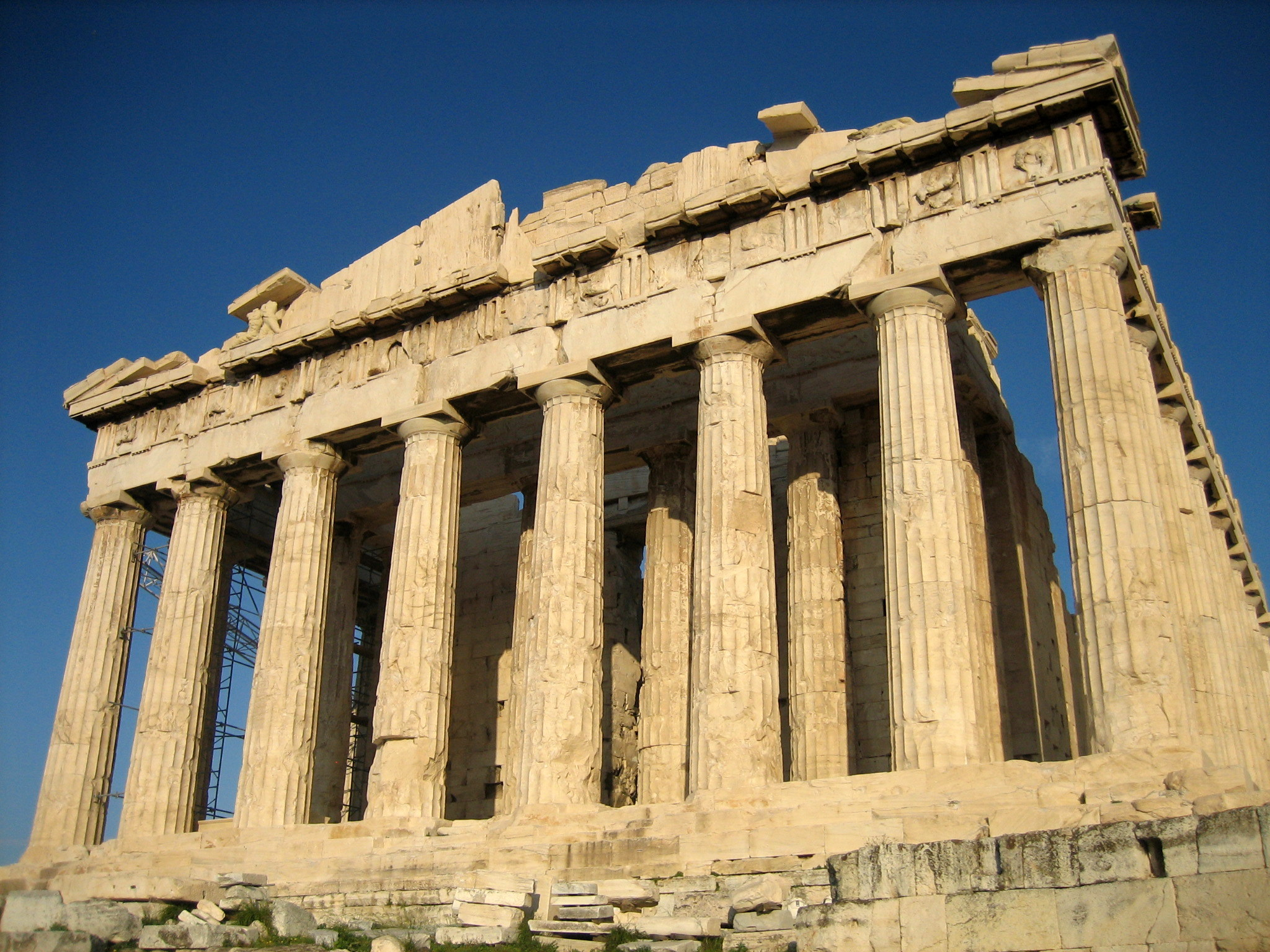
Đền Parthenon, một ngôi đền được xây dựng cho nữ thần Athena nằm trên khu vực Acropolis ở Athens, là một trong những biểu tượng tiêu biểu nhất cho văn hóa và sự tài hoa của người Hy Lạp cổ đại.

Hy Lạp cổ đại là một nền văn minh thuộc về một thời kỳ lịch sử của Hy Lạp khởi đầu từ thời kỳ Tăm tối của Hy Lạp khoảng từ thế kỷ XII cho tới thế kỷ thứ IX TCN và kéo dài đến cuối thời kỳ cổ đại (khoảng năm 600 Công Nguyên). Tiếp nối giai đoạn này là sự bắt đầu của giai đoạn đầu thời kỳ trung cổ và kỷ nguyên Byzantine. Khoảng ba thế kỷ sau giai đoạn sụp đổ cuối thời kỳ Đồ đồng của nền văn minh Mycenaean, các thành bang Hy Lạp đã bắt đầu hình thành vào thế kỷ thứ VIII trước Công nguyên, mở ra thời kì Hy Lạp cổ xưa và quá trình thuộc địa hóa khu vực Địa Trung Hải. Tiếp theo, đó là thời kỳ Hy Lạp cổ điển, kỷ nguyên này được bắt đầu bằng các cuộc Chiến tranh Hy Lạp-Ba Tư, kéo dài từ thế kỷ thứ V cho đến thế kỷ thứ IV TCN. Nhờ vào các cuộc chinh phạt được Alexandros Đại Đế của Macedonia thực hiện, nền văn minh Hy Lạp hóa đã phát triển rực rỡ trải dài từ khu vực Trung Á cho đến tận cùng phía tây của khu vực biển Địa Trung Hải. Thời kỳ Hy Lạp hóa đi đến hồi kết khi Cộng hòa La Mã tiến hành chinh phạt và sáp nhập các vùng đất nằm ở phía đông khu vực biển Địa Trung Hải, họ đã thành lập ra các tỉnh như Macedonia của La Mã, và sau này là tỉnh Achaea của Đế quốc La Mã.
Nền văn hoá cổ điển của Hy Lạp, đặc biệt là về triết học, đã có một ảnh hưởng mạnh mẽ đến La Mã cổ đại, mà đã giúp truyền bá nó đến nhiều vùng đất khác nhau của khu vực Địa Trung Hải và Châu Âu. Vì lý do này, nền văn hóa Hy Lạp cổ điển thường được coi là cội nguồn văn hóa mà góp phần tạo ra nền tảng cho nền văn hoá phương Tây thời kỳ cận đại và còn được coi là cái nôi của nền văn minh phương Tây.

## Niên đại
Kỷ nguyên cổ điển ở khu vực Địa Trung Hải thường được cho là đã bắt đầu vào thế kỷ thứ VIII trước Công nguyên và kết thúc vào thế kỷ thứ VI Công Nguyên.
Trước khi bước vào kỷ nguyên cổ điển, Hy Lạp đã trải qua kỷ nguyên tăm tối (khoảng từ 1200 - 800 TCN), đặc trưng khảo cổ học của thời kỳ này đó là phong cách thiết kế tiền hình học phẳng, và hình học phẳng trên các đồ gốm. Tiếp theo sau kỷ nguyên tăm tối là thời kỳ cổ xưa, bắt đầu từ khoảng thế kỷ thứ VIII trước Công nguyên. Thời kỳ cổ xưa đã chứng kiến những bước phát triển ban đầu trong văn hoá và xã hội Hy Lạp; cái mà đã tạo nên nền tảng cho thời kỳ cổ điển. Tiếp sau thời kỳ cổ xưa, thời kỳ cổ điển ở Hy Lạp theo quy ước được cho là đã bắt đầu từ thời điểm người Ba Tư tiến hành xâm lược Hy Lạp vào năm 480 TCN và kéo dài cho đến khi Alexandros Đại đế qua đời vào năm 323 TCN. Thời kỳ này được đặc trưng bởi một phong cách vốn được các nhà nghiên cứu xem như là chuẩn mực, phong cách "cổ điển", chẳng hạn như được thể hiện ở ngôi đền Parthenon. Về mặt chính trị, thời kỳ cổ điển chứng kiến sự thống trị của Athen và liên minh Delios trong thế kỷ thứ V TCN, nhưng sau đó quyền bá chủ lại rơi vào tay của người Sparta vào đầu thế kỷ thứ IV trước công nguyên, trước khi quyền bá chủ được chuyển sang cho Thebes và Liên minh Boeotia và cuối cùng là liên minh Corinth do Macedonia lãnh đạo. Hai sự kiện nổi bật nhất của thời kỳ này đó là các cuộc Chiến tranh Hy Lạp-Ba Tư và sự trổi dậy của Macedonia.
Tiếp sau thời kỳ cổ điển là thời kỳ Hy Lạp hóa (323-146 TCN), trong giai đoạn này văn hoá và quyền lực của người Hy Lạp đã được mở rộng sang khu vực Trung và Cận Đông. Thời kỳ này bắt đầu vào thời điểm Alexandros Đại đế qua đời và kết thúc khi người La Mã chinh phục hoàn toàn Hy Lạp. Thời kỳ Hy Lạp thuộc La Mã thường được cho là bắt đầu từ lúc người La Mã giành chiến thắng trước người Corinth tại trận Corinth vào năm 146 trước công nguyên cho đến khi Constantinus Đại đế chọn Byzantium trở thành kinh đô mới của Đế quốc La Mã vào năm 330 của Công Nguyên. Sau cùng, thời kỳ Hậu cổ đại là tên gọi chung cho thời kỳ diễn ra quá trình Cơ Đốc hóa bắt đầu từ cuối thế kỷ IV cho đến đầu thế kỷ thứ VI của Công Nguyên, thời điểm kết thúc của nó đôi khi được coi là vào lúc hoàng đế Justinian I ra lệnh đóng cửa học viện Athens vào năm 529.

### Cuộc chiến với Peloponnesus

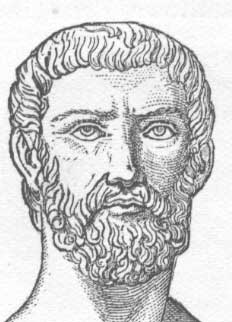
Alcibiades

### Sự trỗi dậy của Macedonia

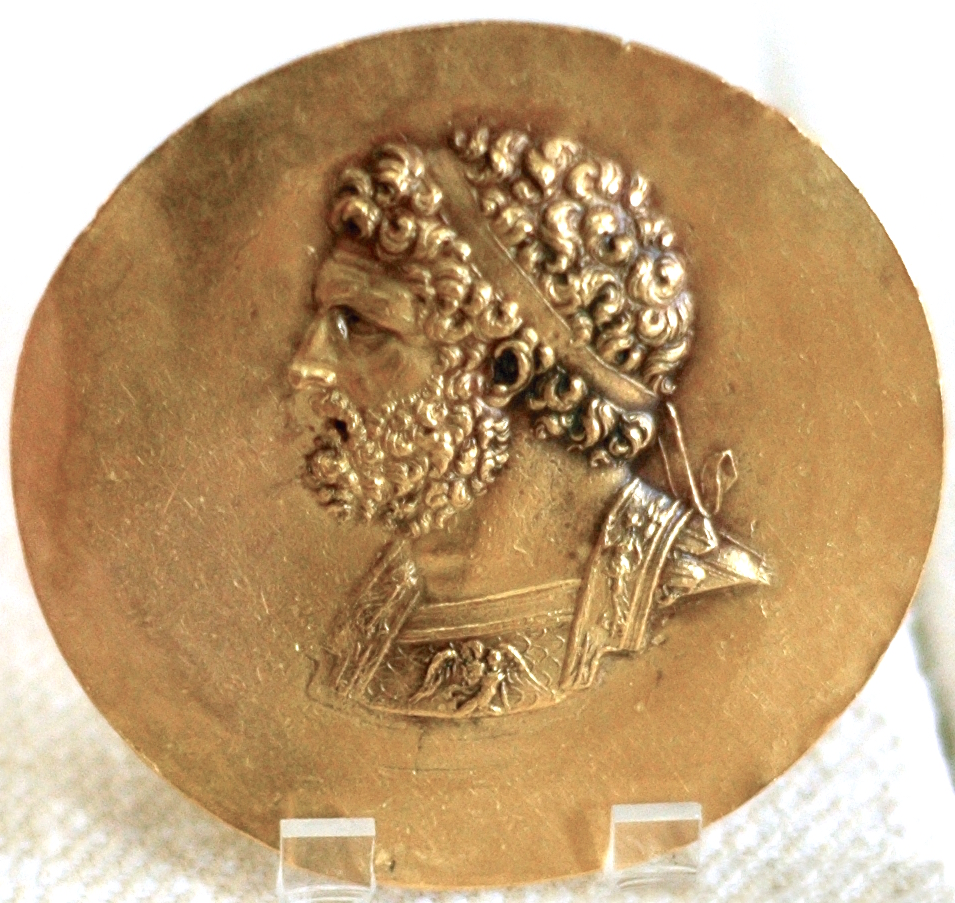
Philip II, vua của thành Macedonia. Hiện vật Cabinet des médailles, Thư viện quốc gia Pháp

### Hy Lạp thời Hy Lạp hóa

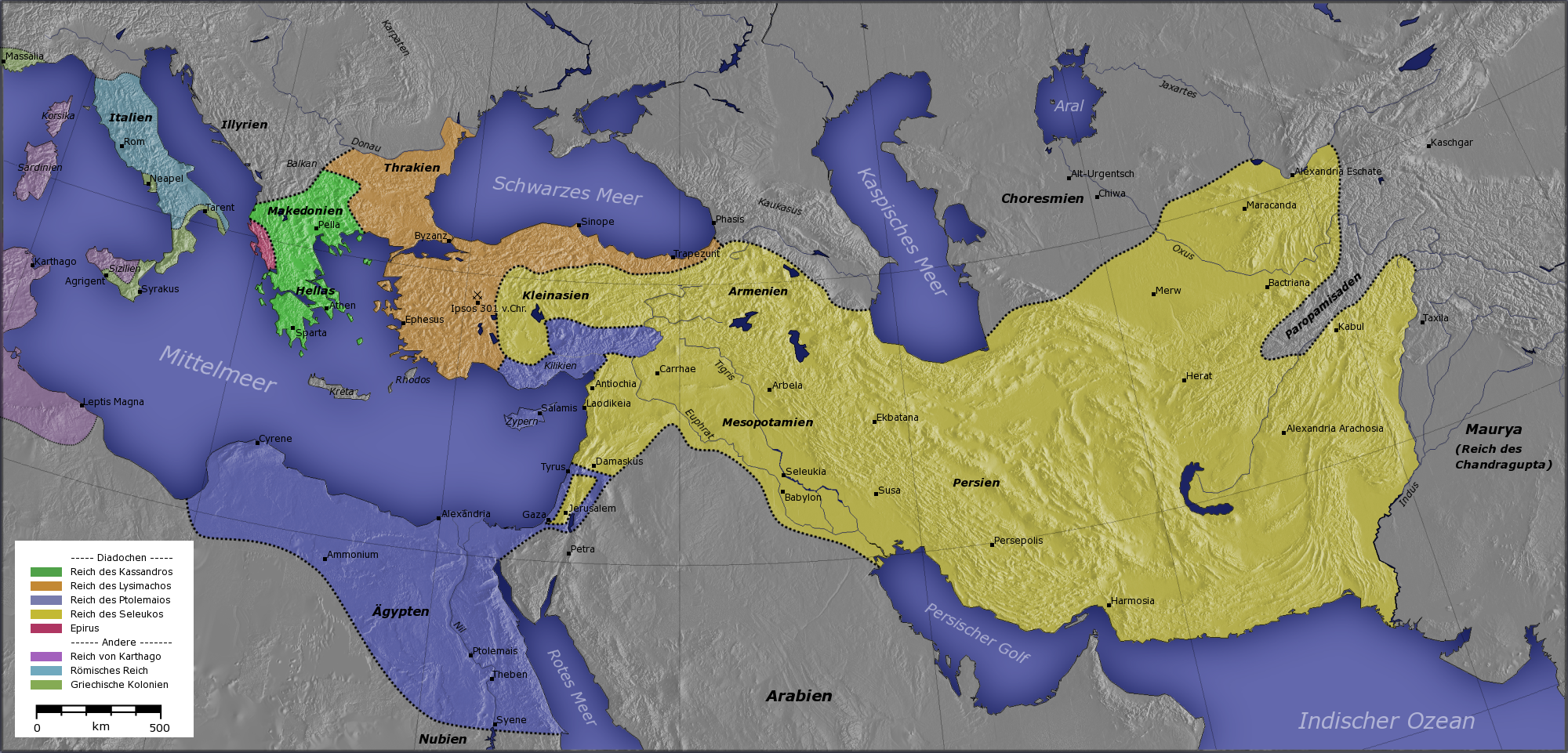
The major Hellenistic realms included the Diadochi kingdoms:

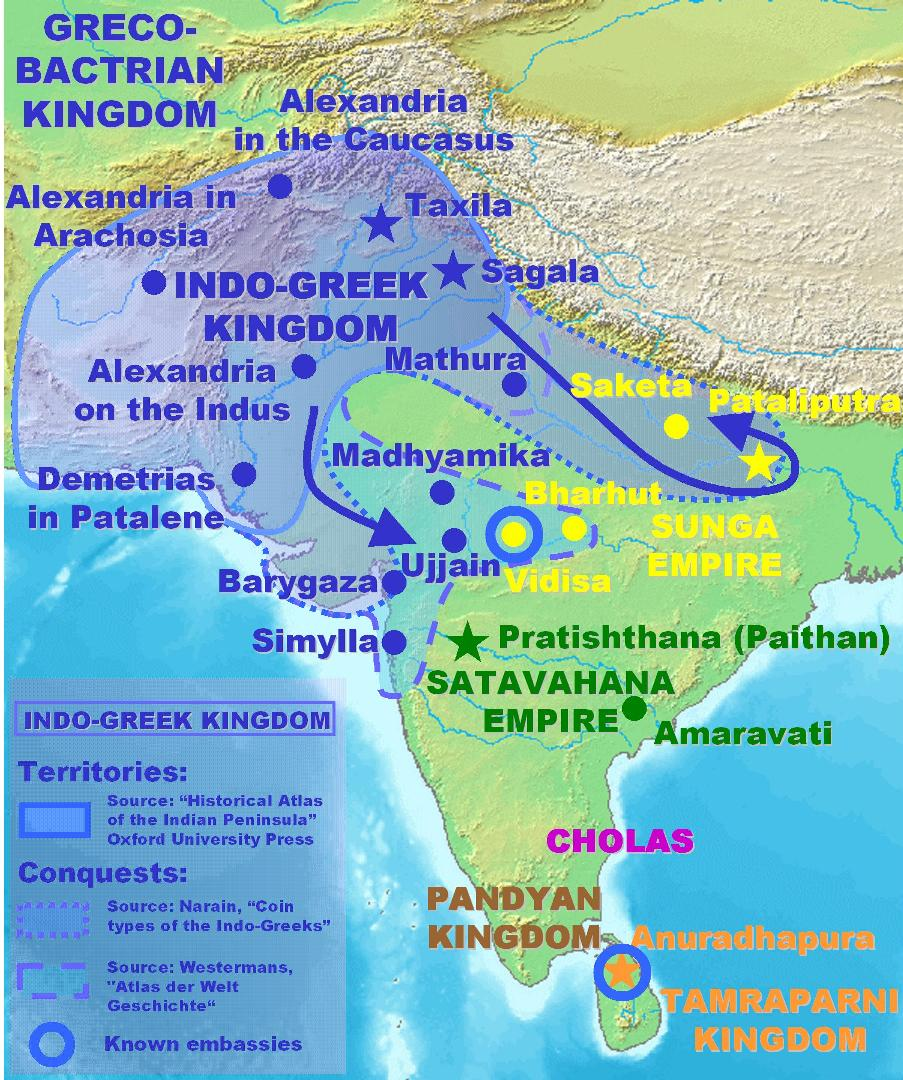
Territories and expansion of the Indo-Greeks.

### Các vùng đất

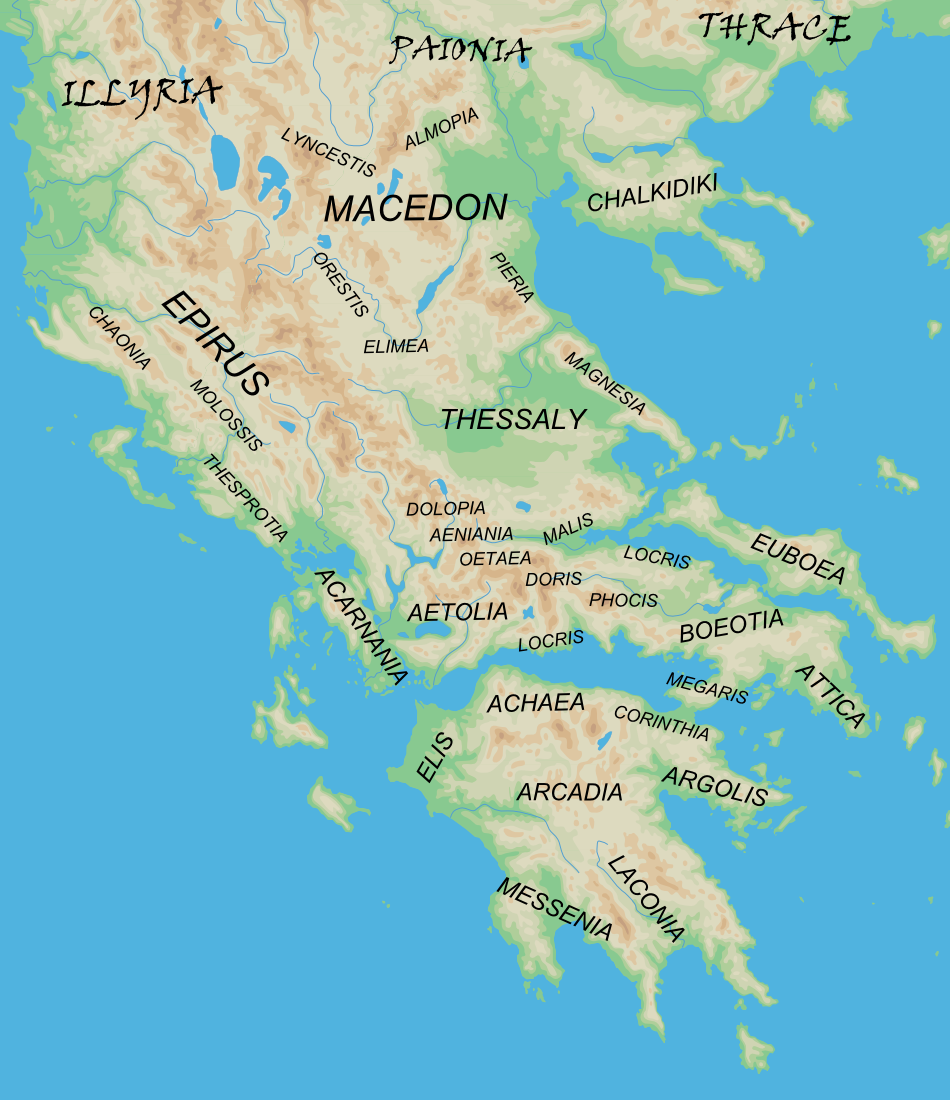
Map showing the major regions of mainland ancient Greece, and adjacent "barbarian" lands.

### Thuộc địa

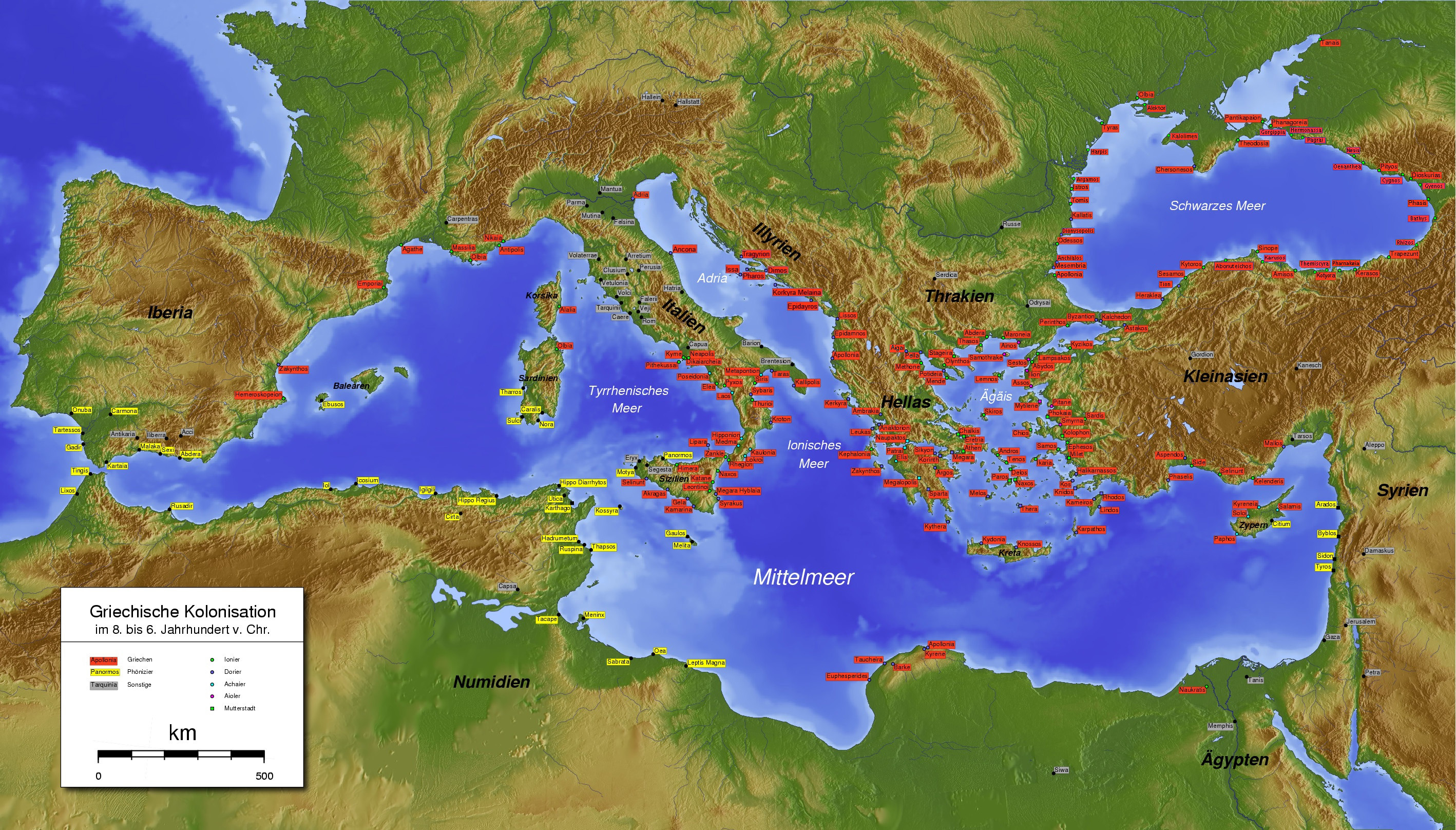
Greek cities & colonies c. 350 BC.